# 蒙祖诺
蒙祖诺是意大利艾米利亚-罗马涅大区博洛尼亚省的一个镇。